# Anjou
För andra betydelser, se Anjou (olika betydelser).

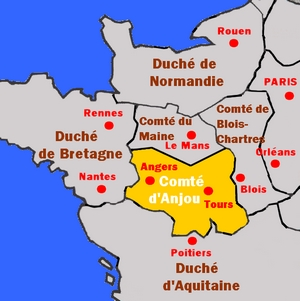
Grevskapet Anjou kring 1050

Anjou har varit ett grevskap (omkring 880), hertigdöme (1360) och fransk provins beläget runt staden Angers i Loiredalen i västra Frankrike. Det motsvarar till stor del dagens departement Maine-et-Loire.
Namnet Anjou kommer från latinets Andegavia.
Titeln greve av Anjou bars av två olika dynastier. Den första med Fulko I. Fulko II, Fulko III, Fulko VI och Fulko av Jerusalem vars son Gottfrid V av Anjou blev stamfader på  1100-talet av en släkte även känd under namnet Plantagenet som styrde både England och större delen av västra Frankrike men förlorade själva Anjou till den franska kronan 1206. 
Titeln började användas på nytt av kung Ludvig IX som 1246 förärade den åt sin yngre bror Karl, senare kung av Neapel och Sicilien. Hans ättlingar styrde även Polen och Ungern på 1300-talet. Den sista greven i detta släktled (Karl V av Anjou) dog 1481 och Anjou återgick till Frankrike och Ludvig XI.
Henrik VI:s fru Margareta av Anjou kom från detta grevskap.